# Bradysia defossa
Bradysia defossa är en tvåvingeart som beskrevs av Yang och Zhang 1995. Bradysia defossa ingår i släktet Bradysia och familjen sorgmyggor. Inga underarter finns listade i Catalogue of Life.